# Aeropuerto de Caicos del Norte
El Aeropuerto de Caicos del Norte (en inglés: North Caicos Airport) (IATA: NCA, ICAO: MBNC) es un aeropuerto que sirve a la isla de Caicos del Norte (North Caicos Island) la segunda más grande de las Islas Turcas y Caicos un grupo de islas que forman un territorio británico de ultramar en las Grandes Antillas. 
El aeropuerto fue construido a una altitud de 10 pies (3 m) sobre el nivel medio del mar. Se ha designado una pista como 08/26 con una superficie de asfalto que mide 1294 m × 23 m (4.245 pies x 75 pies).